# Belleray
Belleray é uma comuna francesa na região administrativa de Grande Leste, no departamento de Meuse.
Estende-se por uma área de 5,1 km². Em 2010 a comuna tinha 526 habitantes (densidade: 103,1 hab./km²).